# Sarcarsamakulam
Sarcarsamakulam là một thị xã panchayat của quận Coimbatore thuộc bang Tamil Nadu, Ấn Độ.

## Nhân khẩu
Theo điều tra dân số năm 2001 của Ấn Độ, Sarcarsamakulam có dân số 7728 người. Phái nam chiếm 50% tổng số dân và phái nữ chiếm 50%. Sarcarsamakulam có tỷ lệ 63% biết đọc biết viết, cao hơn tỷ lệ trung bình toàn quốc là 59,5%: tỷ lệ cho phái nam là 71%, và tỷ lệ cho phái nữ là 56%. Tại Sarcarsamakulam, 9% dân số nhỏ hơn 6 tuổi.